# Castell de Blancafort (Gombrèn)
El Castell de Blancafort o Castell de les Dames és una fortificació sobre una carena a poc més de mig km al NO del nucli de Gombrèn (Ripollès) declarada bé cultural d'interès nacional. Es coneix el setial del castell però no hi ha cap mur visible. Aquest castell formava part de les defenses de la vall de Gombrèn i el seu terme sembla que s'estenia per tota la vall. És documentat per primera vegada l'any 1246, quan Jaume I vengué als senyors de Mataplana en franc alou diversos béns, entre ells aquest castell i la vall de Gombrèn. Per casament el castell passà al patrimoni dels comtes de Pallars. L'any 1376 el comprà el monestir de Sant Joan de les Abadesses.